# Aeshna crenata
Aeshna crenata (Hagen, 1856) è un insetto della famiglia Aeshnidae,  diffuso in parte della Russia europea e della Regione baltica.

## Descrizione

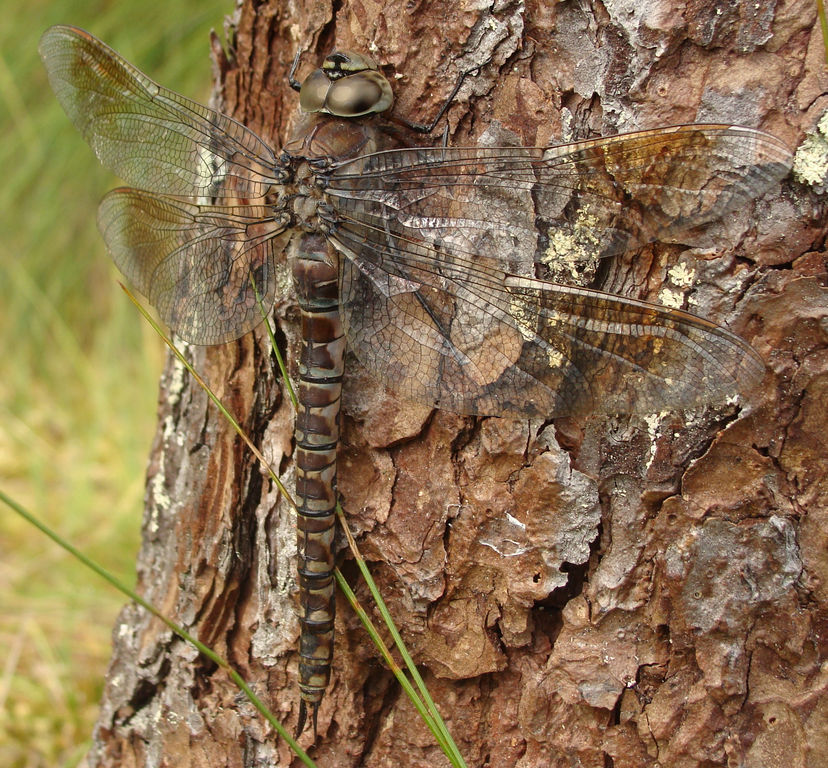
Femmina

È la più grande libellula europea (lunga 7-8,5 cm). I sessi hanno dimensioni simili, ma si distinguono per la livrea differente: la femmina presenta colorazione del corpo marrone, gialla e bianco crema con macchie scure sulle ali, mentre il maschio presenta colorazione blu e marrone, con occhi verde-smeraldo azzurri.

## Distribuzione e habitat
Predilige le zone lacustri nelle foreste a conifere di Finlandia, Bielorussia, Lettonia, Lituania e Russia, caratterizzate dalla presenza di piante dei generi Carex e Sphagnum.

## Tassonomia
Esistono due sottospecie accettate:
- A. crenata crenata
- A. crenata wnukovskii

## Conservazione
Considerando il suo areale vasto e la popolazione numerosa, la IUCN Red List classifica Aeshna crenata come specie a basso rischio (Least Concern)..